# سرباز (فیلم ۱۹۸۱)
سرباز (به تامیلی: Ranuva Veeran) فیلمی محصول سال ۱۹۸۱ و به کارگردانی اس.پی موتارمن است. در این فیلم بازیگرانی همچون راجینیکانت، سری دوی، چیرانجیوی ایفای نقش کرده‌اند.